# NewJeans
NewJeans (hangul: 뉴진스) – południowokoreański girlsband utworzony przez ADOR, jednostkę zależną Hybe. Zespół składa się z pięciu członkiń: Minji, Hanni, Danielle, Haerin i Hyein. Główną producentką grupy jest Min Hee-jin. NewJeans są znane ze swojego wizerunku „dziewczyn z sąsiedztwa” oraz stylu muzycznego nawiązującego do lat 90. i 2000.
NewJeans zadebiutowały 22 lipca 2022 roku singlem „Attention”, który stał się ich pierwszym utworem numer jeden na południowokoreańskim Circle Digital Chart. Niedługo później ukazały się dwa kolejne single: „Hype Boy” i „Cookie”, z których pierwszy stał się najdłużej utrzymującym się utworem na Billboard Global 200 wśród kobiecych zespołów K-pop. Wszystkie te single znalazły się na ich debiutanckim minialbumie, wydanym w sierpniu 2022 roku. W styczniu 2023 roku zespół wydał swój pierwszy single album, OMG, który odniósł komercyjny sukces. Towarzyszyły mu dwa single: „Ditto” i „OMG”. Utwór „Ditto” zdobył ogromną popularność, stając się najdłużej utrzymującym się numerem jeden na Circle Digital Chart oraz pierwszym utworem zespołu, który trafił na listy Billboard Hot 100 i UK Singles Chart.
Ich drugi minialbum, Get Up, zadebiutował na pierwszym miejscu listy US Billboard 200 i sprzedał się w ponad milionie egzemplarzy w Korei Południowej. Główny singiel, „Super Shy”, stał się najwyżej notowanym utworem grupy na Billboard Global 200 (drugie miejsce), US Billboard Hot 100 oraz UK Singles Chart. NewJeans zdobyły nagrody dla debiutantów oraz znalazły się w rankingach takich jak „Next Generation Leaders” magazynu Time i „Korea Power Celebrity 40” magazynu Forbes. IFPI uznało NewJeans za ósmego najlepiej sprzedającego się artystę na świecie w 2023 roku.
W 2024 roku wybuchł spór dotyczący zarządzania NewJeans, gdy była CEO ADOR, Min Hee-jin, oraz członkinie zespołu starły się z przedstawicielami Hybe i ADOR. Członkinie dążyły do rozwiązania kontraktu, czemu ADOR się sprzeciwiło. W marcu 2025 roku Sąd Okręgowy w Seulu stanął po stronie ADOR, blokując niezależną działalność grupy. W marcu 2025 roku ogłoszono również, że zespół zawiesza wszystkie aktywności, a postępowania prawne wciąż trwają.

## Nazwa
Nazwa grupy, NewJeans, jest dwuznaczna. Nawiązuje do idei, że dżinsy są ponadczasowym elementem mody i zamiarem grupy jest, aby wyrobić sobie ponadczasowy wizerunek. Nazwa jest również grą słów z frazą „new genes”, odnoszącą się do grupy początkującej nową generację muzyki pop.

## Historia zespołu

### 2019–2021: Przed debiutem
Przygotowania do debiutu nowej dziewczęcej grupy pod szyldem Big Hit Entertainment rozpoczęły się już w 2019 roku pod kierownictwem Min Hee-jin, która dołączyła do firmy jako CMO w tym samym roku. Wcześniej pracowała jako dyrektor kreatywny w SM Entertainment. Grupa pierwotnie miała wystartować w 2021 roku jako wspólny projekt Big Hit i Source Music, ale został przełożony z powodu pandemii COVID-19. Pod koniec 2021 roku projekt został przeniesiony do nowo utworzonej niezależnej wytwórni Hybe, ADOR, po tym jak, Min Hee-jin została dyrektorem generalnym wytwórni. Druga runda globalnych przesłuchań odbyła się między grudniem 2021 a styczniem 2022, a skład grupy został sfinalizowany w marcu 2022.
Przed debiutem NewJeans kilka członkiń grupy było już aktywnych w branży rozrywkowej. Danielle była stałym członkiem obsady programu Rainbow Kindergarten, wyemitowanego w 2011 roku przez TVN. Hyein w listopadzie 2017 roku zadebiutowała jako członkini dziecięcej grupy Usso Girl pod pseudonimem U.Jeong. W grudniu 2020 roku za pośrednictwem PocketTV ponownie zadebiutowała jako członkini grupy Play With Me Club. W 2021 roku Hanni i Minji pojawiły się epizodycznie w teledysku BTS do utworu „Permission to Dance”.

### 2022–2023: Debiut zNew JeansiGet Up

Oficjalne logo NewJeans

22 lipca grupa wydała teledysk do swojego debiutanckiego singla „Attention” jako wydanie niespodziankę, bez wcześniejszej promocji ani informacji o składzie grupy. Billboard opisał to posunięcie jako „ryzykowne, ale ostatecznie orzeźwiające”, przypisując sukces „przede wszystkim naciskowi na muzykę”. Po wideo, które zgromadziło ponad 1,3 miliona wyświetleń w mniej niż 24 godziny, ogłoszono ich debiutancki minialbum zawierający cztery utwory, w tym dwa dodatkowe single. 23 lipca ukazał się drugi singiel grupy „Hype Boy” wraz z klipem ujawniającym nazwiska członkiń, a także czterema innymi wersjami teledysku do piosenki. Teledysk do utworu „Hurt” został wydany dwa dni później. Zamówienia w przedsprzedaży minialbumu przekroczyły 444 000 egzemplarzy w ciągu trzech dni.

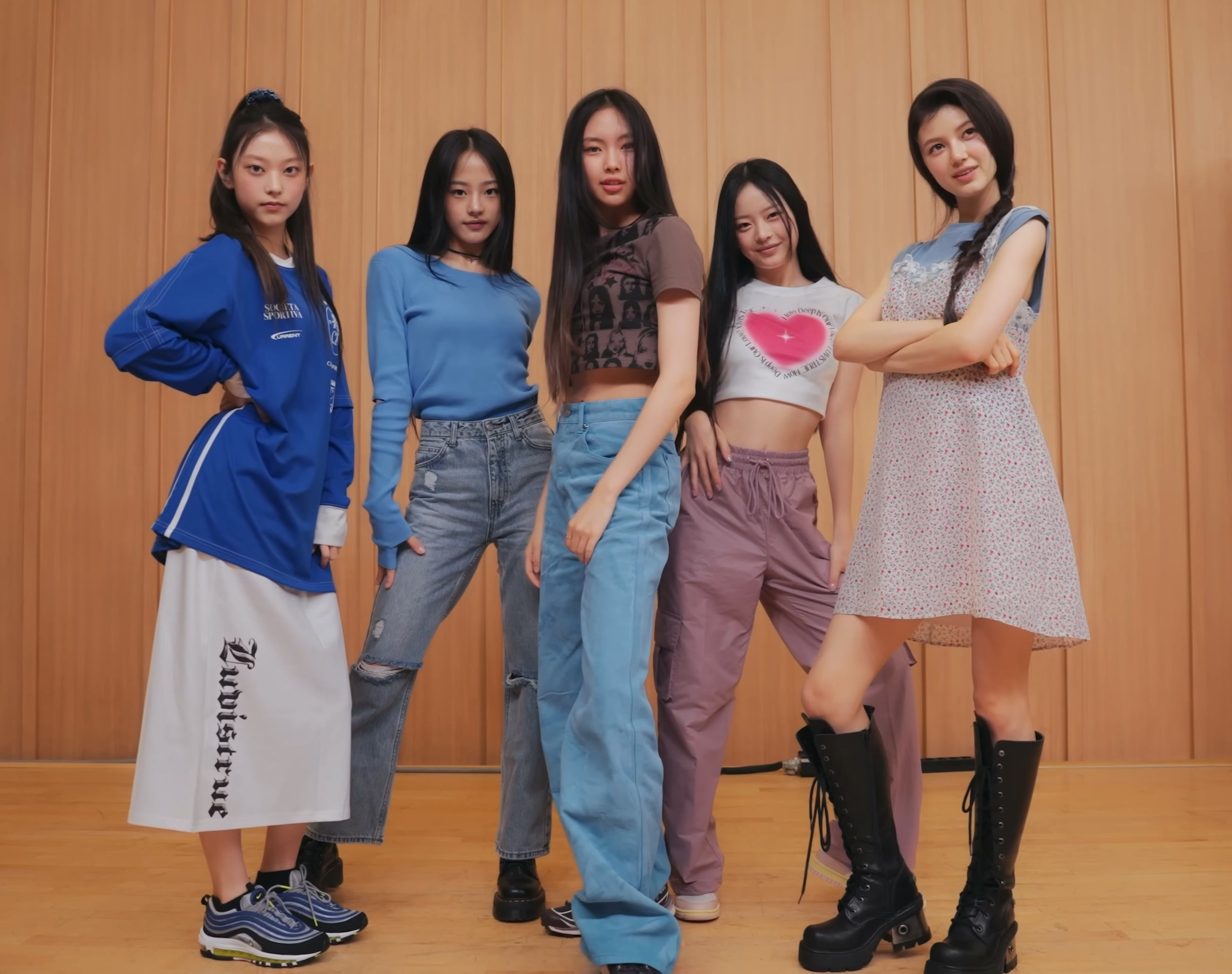
NewJeans w sierpniu 2022

1 sierpnia ukazał się debiutancki minialbum grupy, wraz z trzecim singlem „Cookie”. NewJeans ustanowiły rekord największej liczby sprzedaży debiutanckiego albumu w pierwszym tygodniu. Według Hanteo Chart, grupa uzyskała ponad 311 000 sprzedanych albumów w pierwszym tygodniu. 3 listopada zdobyły nagrodę dla najlepszego nowego artysty na Melon Music Awards 2022.
19 grudnia NewJeans wydały przedpremierowy singiel „Ditto”, z ich pierwszego singiel albumu, OMG. Utwór stał się pierwszym utworem zespołu, który znalazł się na liście Billboard Hot 100, zajmując pozycję 82 oraz na liście UK Singles Chart, plasując się na miejscu 95. Album OMG został wydany 2 stycznia 2023 roku. W pierwszym tygodniu sprzedaży osiągnęło szczyt notowania na południowokoreańskiej Circle Album Chart, sprzedając się w ilości 700 000 egzemplarzy. Recenzenci pochwalili album za jego retro-stylowy motyw.

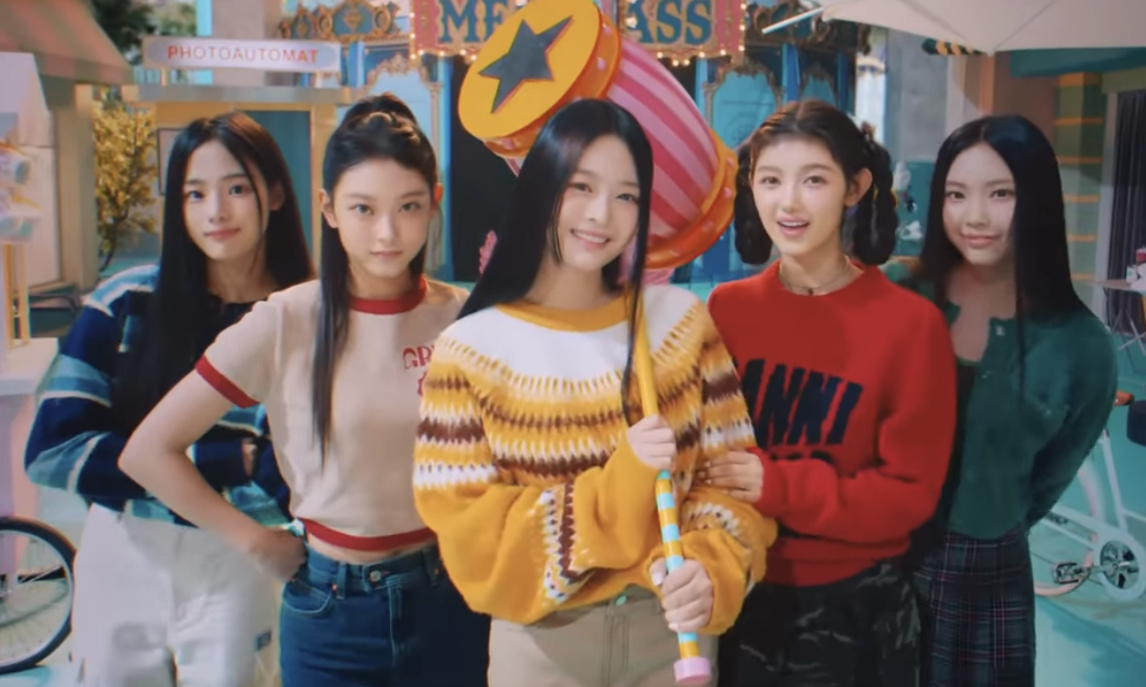
NewJeans w listopadzie 2022

W lutym 2023 roku grupa została zaproszona do występu na 36. festiwalu Tokyo Girls Collection. W lipcu 2023 roku NewJeans zorganizowały swoje pierwsze spotkanie z fanami, zatytułowany Bunnies Camp, w SK Olympic Handball Gymnasium w Seulu. 21 lipca grupa wydała swój drugi minialbum Get Up. Album stał się ich pierwszym notowanym i numerem jeden na liście Billboard 200, czyniąc NewJeans drugą żeńską grupą K-pop, która osiągnęła szczyt tej listy po Blackpink. Album zajął drugie miejsce na Circle Album Chart i sprzedał się w nakładzie 1,65 miliona egzemplarzy w pierwszym tygodniu, stając się trzecim z rzędu albumem NewJeans, który przekroczył milion sprzedanych kopii. Minialbum promowały trzy single: „Super Shy”, „ETA” i „Cool with You”. Wszystkie znalazły się na liście Billboard Hot 100, dzięki czemu NewJeans stały się pierwszą żeńską artystką K-pop, która jednocześnie miała trzy utwory na tej liście. „Super Shy” zdobył szczyt Circle Digital Chart i stał się ich najlepiej notowanym utworem na kilku międzynarodowych listach, co przyniosło grupie pierwszy numer jeden na liście Billboard Emerging Artists. Aby promować album, NewJeans wystąpiły na żywo w wielu krajach i współpracowały z globalnymi markami i celebrytami. W sierpniu 2023 roku stały się pierwszą żeńską grupą K-pop, która wystąpiła na Lollapalooza podczas swojego pierwszego koncertu w Stanach Zjednoczonych. W tym samym miesiącu wystąpiły także na Summer Sonic Festival w Japonii.

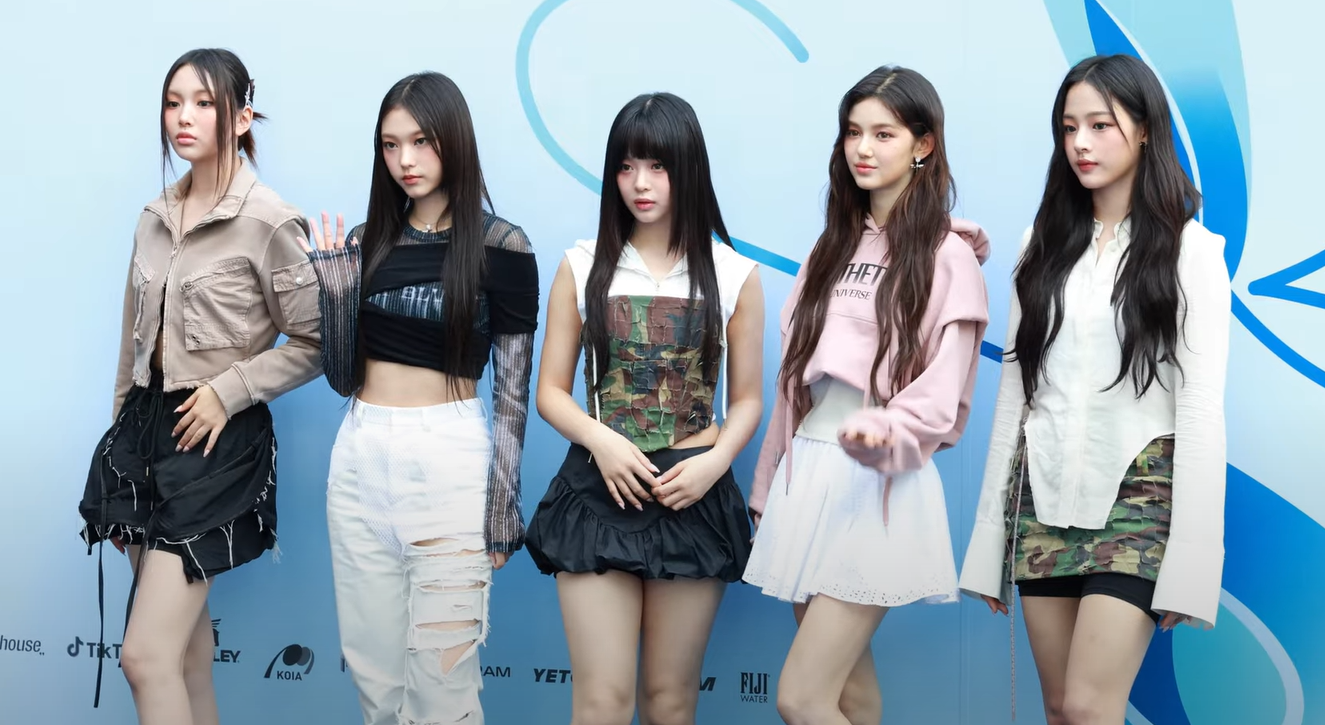
NewJeans we wrześniu 2023

W 2023 roku NewJeans wydały pięć innych singli. W ramach współpracy z Coca-Colą opublikowały dwa utwory: „Zero” w kwietniu oraz „Be Who You Are (Real Magic)” w maju, w którym wystąpili także Jon Batiste, J.I.D i Camilo. W czerwcu ukazał się remiks „Zero” z udziałem J.I.D. Grupa nagrała także utwory „Beautiful Restriction” i „Our Night Is More Beautiful Than Your Day” na potrzeby ścieżek dźwiękowych do seriali Wezwał cię czas (2023) oraz Romans z demonem (2023–2024). W październiku NewJeans nawiązały współpracę z Riot Games, wydając piosenkę „Gods” jako motyw przewodni Mistrzostw Świata w League of Legends 2023. W grudniu 2023 roku grupa wydała swój pierwszy album z remiksami, zatytułowany NJWMX, zawierający nowe wersje utworów z New Jeans i OMG w interpretacjach południowokoreańskich producentów 250 i FRNK. Pod koniec roku NewJeans zostały pierwszą żeńską grupą K-pop, która wystąpiła podczas Dick Clark's New Year’s Rockin’ Eve.
W 2023 roku NewJeans zostały uznane przez wiele publikacji za jeden z najważniejszych zespołów muzycznych, podkreślając ich sukces komercyjny oraz wpływ na przemysł muzyczny, reklamowy i modowy. Grupa sprzedała 4,39 miliona kopii albumów, co jest rekordem dla żeńskiego artysty K-pop w ciągu jednego roku, oraz pobiła rekord Guinnessa jako najszybszy artysta K-pop, który osiągnął miliard streamów na Spotify. Międzynarodowa Federacja Przemysłu Fonograficznego (IFPI) umieściła NewJeans na ósmym miejscu w rankingu Global Recording Artist of the Year, co uczyniło je drugą najwyżej sklasyfikowaną artystką żeńską w 2023 roku. Wraz z Lim Young-woongiem, grupa znalazła się na pierwszym miejscu w ankiecie Gallup Korea na Artystę Roku. Podczas MAMA Awards NewJeans stały się pierwszą żeńską grupą od dwunastu lat, która zdobyła nagrodę Artysta Roku, i trzecią w historii, po 2NE1 w 2010 roku i Girls’ Generation w 2011 roku. Zdobyły również tytuł Artysty Roku na Melon Music Awards, stając się pierwszym żeńskim artystą, który zdobył oba te wyróżnienia w jednym roku. Na Billboard Women in Music grupa została pierwszym zespołem K-pop, który otrzymał nagrodę Group of the Year. Ponadto NewJeans zostały pierwszym zagranicznym artystą w historii, który zdobył Excellent Work Award i został nominowany do Grand Prix za utwór „Ditto” na Japan Record Awards.

### Od 2024: Japoński debiut i konflikt z Hybe
W marcu 2024 roku NewJeans ogłosiły wydanie dwóch singli w maju i czerwcu. Utwór „How Sweet” wraz z utworem B-side „Bubble Gum” ukazał się 24 maja. Singiel „Supernatural” z B-side’em „Right Now” został wydany 21 czerwca, co stanowiło oficjalny japoński debiut zespołu. Po premierze „Supernatural” NewJeans rozpoczęły swoją pierwszą rundę działań promocyjnych w Japonii, w tym spotkanie z fanami zatytułowane Bunnies Camp 2024 Tokyo Dome, który odbył się w Tokyo Dome w dniach 26–27 czerwca. Zespół zapowiedział również plany wydania albumu w drugiej połowie 2024 roku, jednak plany te zostały od tego czasu wstrzymane.

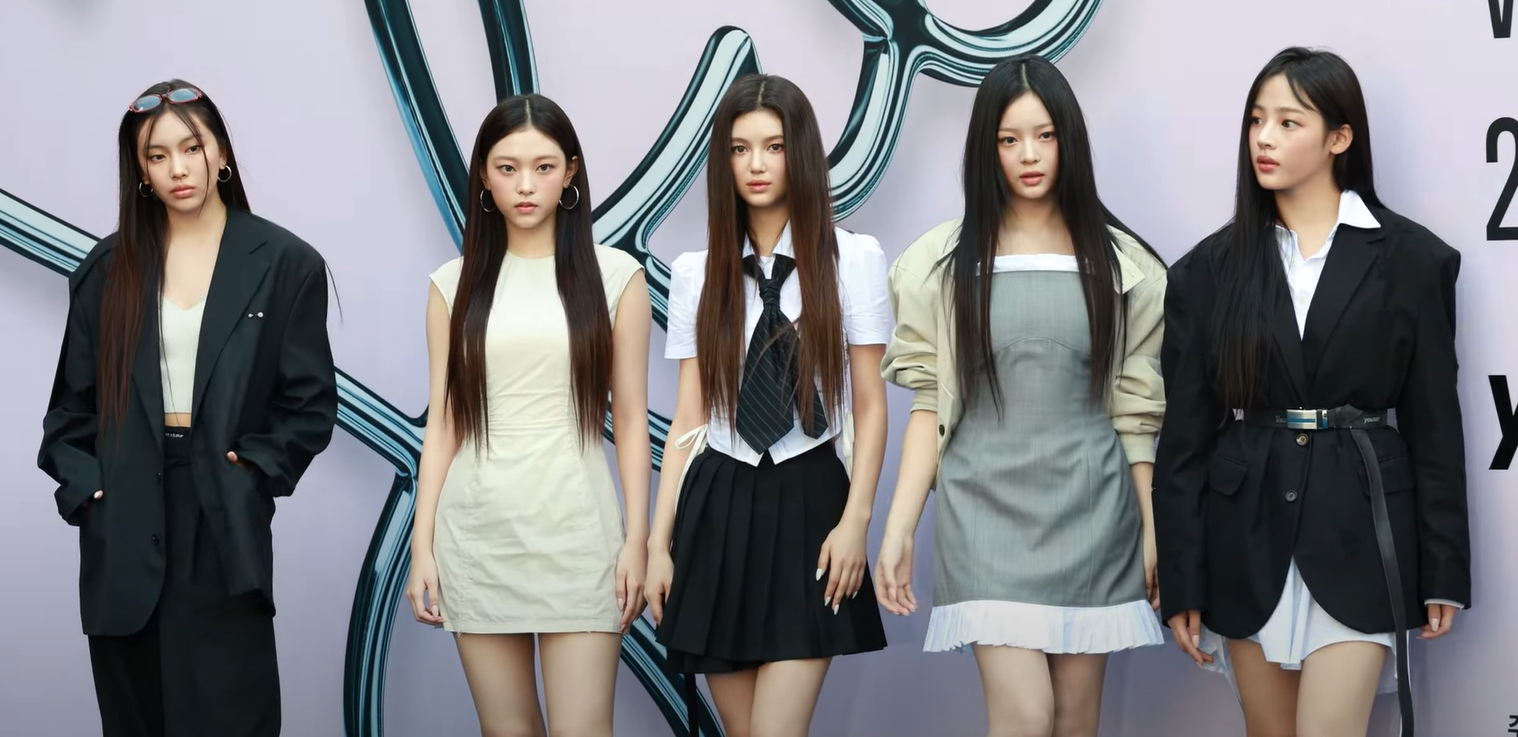
NewJeans we wrześniu 2024

Od kwietnia 2024 roku Hybe Corporation i Min Hee-jin, producentka wykonawcza NewJeans, byli zaangażowani w spór prawny, który doprowadził do zwolnienia Min z funkcji CEO ADOR przez zarząd Hybe 27 sierpnia. Członkinie NewJeans publicznie wyraziły swoje wsparcie dla Min Hee-jin w trakcie sporu, w tym poprzez niespodziewaną transmisję na żywo na YouTube 11 września. Podczas transmisji ponownie podkreśliły znaczenie Min Hee-jin dla tożsamości grupy, a także opisały domniemane problemy związane z zarządzaniem Hybe, w tym nękanie w miejscu pracy, brak działań w odpowiedzi na skargi, wycieki prywatnych informacji oraz usuwanie ich treści z YouTube. Na zakończenie transmisji NewJeans postawiły prezesowi Hybe, Bangowi Si-Hyukowi, ultimatum dotyczące przywrócenia Min Hee-jin na stanowisko CEO do 25 września. Jon Caramanica, pisząc dla The New York Times, zauważył, że „bunt NewJeans – jeden z najbardziej głośnych sporów pracowniczych w K-popie w ostatnich latach – wydaje się prawdziwym przełomem. [...] Jest to rzadki scenariusz na tym poziomie w K-popie”. 25 września Hybe odrzuciło ultimatum dotyczące przywrócenia Min Hee-jin na stanowisko CEO, powołując się na zasadę oddzielenia zarządzania od produkcji. Niemniej jednak potwierdzili, że Min Hee-jin nadal pełni rolę producentki NewJeans. Pomimo konfliktu Min Hee-jin w wywiadzie dla TV Asahi oświadczyła, że „[ma] plan na przezwyciężenie tych wyzwań” i zamierza kontynuować współpracę z NewJeans.
15 października Hanni wystąpiła jako świadek referencyjny podczas przesłuchania Komisji Środowiska i Pracy Zgromadzenia Narodowego w Korei Południowej. Zeznanie było częścią szerszego śledztwa dotyczącego kultury pracy w przemyśle rozrywkowym, ze szczególnym uwzględnieniem przypadków nękania oraz środków ochrony artystów. W swoim wystąpieniu Hanni stwierdziła, że Hybe i wyżsi menedżerowie działali na szkodę NewJeans, i opisała liczne incydenty, w których ona oraz jej grupa były dyskryminowane przez personel. Kim Joo-young, obecna CEO ADOR, również została wezwana na przesłuchanie i zadeklarowała współpracę w śledztwie dotyczącym tego incydentu.
13 listopada Yonhap News poinformował, że NewJeans wysłały do ADOR list, w którym zapowiedziały rozwiązanie swojego wyłącznego kontraktu z firmą, jeśli wszystkie poważne naruszenia kontraktu nie zostaną naprawione w ciągu 14 dni. Działanie to zostało zainicjowane raportami sugerującymi, że Hybe podejmuje decyzję o porzuceniu NewJeans na rzecz innych grup należących do firmy, a także wcześniejszym odrzuceniem prośby zespołu o przywrócenie Min Hee-jin na stanowisko CEO ADOR. 16 listopada NewJeans zdobyły nagrodę Grand Artist Award podczas inauguracyjnej edycji Korea Grand Music Awards.

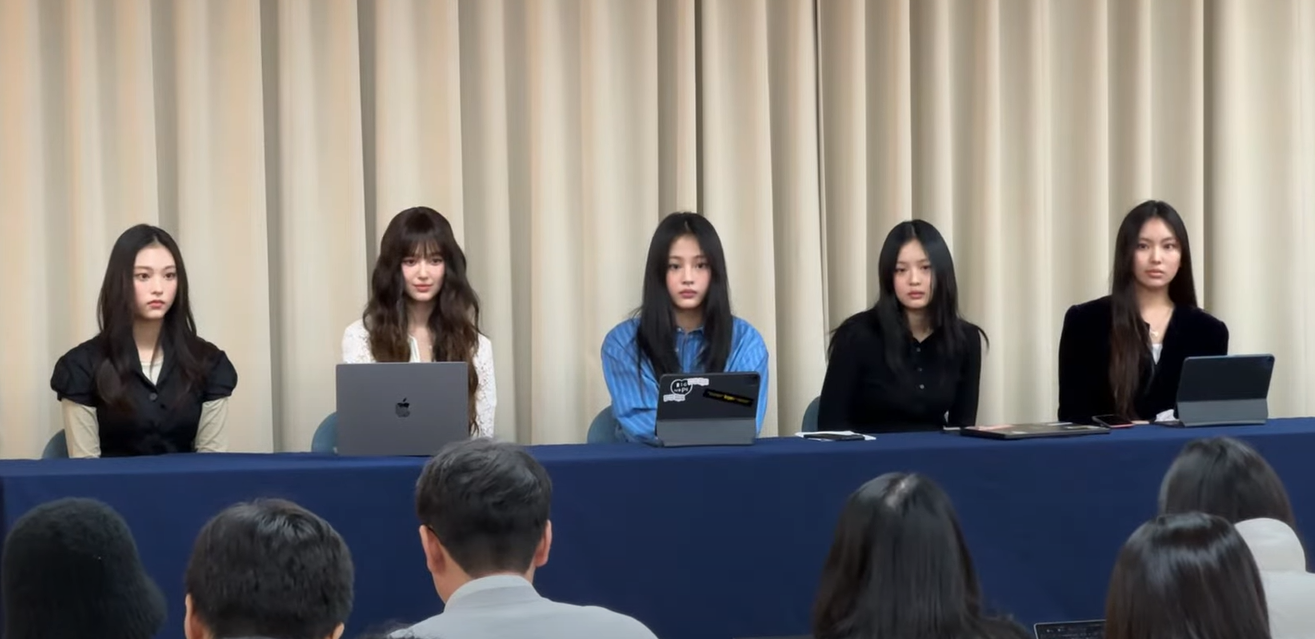
NewJeans organizuje konferencję prasową 28 listopada 2024 roku

Podczas konferencji prasowej, która odbyła się 28 listopada, pięć członkiń NewJeans ogłosiło jednostronne rozwiązanie swojego wyłącznego kontraktu z ADOR, powołując się na rzekome naruszenia wcześniej zgłoszone firmie. Wyraziły swoje zobowiązanie do prowadzenia działalności niezależnie od Hybe i ADOR od 29 listopada oraz zapowiedziały, że „będą walczyć do końca, aby zagwarantować sobie prawo do nazwy zespołu”. ADOR odrzuciło zarzuty dotyczące naruszeń kontraktu, twierdząc, że członkinie NewJeans nadal są zobowiązane kontraktowo. Prawnicy Lee Hyun-gon z kancelarii Saeol oraz Cho Kwang-hee z One Law Partners skomentowali dla Korea Joongang Daily, że wszystkie wymagane kroki prawne zostały spełnione przez członkinie w celu rozwiązania kontraktu i to teraz ADOR musi wnieść pozew, aby sąd orzekł na ich korzyść. Z kolei prawnik Kim Kyoung-nam z kancelarii For You Law Office argumentował, że sąd prawdopodobnie nie poprze roszczeń NewJeans. Korea Management Federation (KMF) i Korea Entertainment Producers' Association (KEPA) stanęły po stronie Hybe i ADOR, twierdząc, że jednostronne rozwiązanie kontraktu oznacza „zniszczenie fundamentalnych zasad branży”, podkreślając podatność inwestycji firm rozrywkowych oraz wyrażając obawy o stworzenie precedensu. KEPA zaapelowało do członkiń NewJeans o „szybkie odwołanie ich dziecinnych i nieodpowiedzialnych twierdzeń”, a KMF o wycofanie swoich roszczeń. Obie federacje reprezentujące agencje K-pop w przeszłych sporach stawały po stronie firm zarządzających, a nie artystów.
5 grudnia 2024 roku ADOR złożyło w sądzie wniosek o wyjaśnienie obecnej ważności kontraktu NewJeans. W wydanym później komunikacie prasowym firma ostrzegła innych uczestników branży przed angażowaniem się w działalność grupy, którą określili jako pozostającą w obowiązującym kontrakcie, oraz zadeklarowała gotowość do kontynuowania rozmów z członkiniami zespołu. W odpowiedzi pięć członkiń NewJeans w wspólnym oświadczeniu prasowym ponownie podkreśliło, że ich kontrakty z ADOR zakończyły się 28 listopada. Dodatkowo oskarżyły firmę o nękanie pracowników i producentów, którzy współpracowali z zespołem.
14 grudnia 2024 roku pięć członkiń NewJeans założyło nowe konto na Instagramie o nazwie „jeanzforfree”, niezależne od oficjalnego profilu zarządzanego przez ADOR. Konto szybko zyskało setki tysięcy obserwujących. W pierwszym poście grupa poinformowała o darmowym jedzeniu i napojach, które zapewnią fanom K-popu podczas wiecu wspierającego impeachment prezydenta Korei Południowej Yoon Suk Yeola w Yeouido w Seulu. ADOR zagroziło podjęciem działań prawnych w związku z nowym kontem.
13 stycznia 2025 roku ADOR złożyło wniosek o wydanie nakazu sądowego w Sądzie Okręgowym w Seulu, aby uniemożliwić członkiniom zespołu samodzielne podpisywanie kontraktów reklamowych do czasu rozwiązania sporu kontraktowego. 7 lutego członkinie ogłosiły nową nazwę grupy — „NJZ”. Pod nową nazwą zapowiedziano ich występ jako headlinerów na festiwalu muzycznym ComplexCon w Hongkongu. Dwa dni przed występem ADOR uzyskało nakaz sądowy zakazujący zespołowi prowadzenia działalności niezależnej od wytwórni. 23 marca, podczas swojego występu, członkinie wykonały nową piosenkę zatytułowaną „Pit Stop”, serię coverów, a także ogłosiły, że na czas nieokreślony zawieszają wszystkie swoje aktywności. Grupa złożyła sprzeciw wobec nakazu sądowego, a rozprawa odbyła się w kwietniu. 16 kwietnia sąd podtrzymał wcześniejszą decyzję na korzyść ADOR, wobec czego grupa złożyła apelację.

## Członkinie
| Pseudonim   | Pseudonim | Prawdziwe imię                           | Data urodzenia      |
| Latynizacja | Hangul    | Prawdziwe imię                           | Data urodzenia      |
| ----------- | --------- | ---------------------------------------- | ------------------- |
| Minji       | 민지      | Kim Min-ji (kor. 김민지)                 | 7 maja 2004         |
| Hanni       | 하니      | Phạm Ngọc Hân                            | 6 października 2004 |
| Danielle    | 다니엘    | Danielle Marsh / Mo Ji-hye (kor. 모지혜) | 11 kwietnia 2005    |
| Haerin      | 해린      | Kang Hae-rin (kor. 강해린)               | 15 maja 2006        |
| Hyein       | 혜인      | Lee Hye-in (kor. 이혜인)                 | 21 kwietnia 2008    |

## Dyskografia

### Minialbumy
| Rok  | Dane dot. albumu                                                                                | Najwyższa pozycja | Najwyższa pozycja | Najwyższa pozycja | Najwyższa pozycja | Najwyższa pozycja | Najwyższa pozycja | Najwyższa pozycja | Najwyższa pozycja | Najwyższa pozycja | Najwyższa pozycja | Najwyższa pozycja | Sprzedaż                                       |
| Rok  | Dane dot. albumu                                                                                | KOR (Circle)      | CAN               | FRA               | GER               | JPN (Oricon)      | JPN Hot           | NZ                | UK                | POL               | US                | US World Albums   | Sprzedaż                                       |
| ---- | ----------------------------------------------------------------------------------------------- | ----------------- | ----------------- | ----------------- | ----------------- | ----------------- | ----------------- | ----------------- | ----------------- | ----------------- | ----------------- | ----------------- | ---------------------------------------------- |
| 2022 | New Jeans - Wydany: 1 sierpnia 2022 - Wytwórnia: ADOR - Format: CD, digital download, streaming | 1                 | –                 | –                 | 91                | 12                | 22                | –                 | –                 | –                 | –                 | 6                 | - KOR: 1 528 858+ - JPN: 7261                  |
| 2023 | Get Up - Wydany: 21 lipca 2023 - Wytwórnia: ADOR - Format: CD, digital download, streaming      | 2                 | 4                 | 5                 | 10                | 4                 | 4                 | 3                 | 15                | 58                | 1                 | 1                 | - KOR: 2 028 991+ - JPN: 43 072 - US: 332 000+ |

### Single

#### Single albumy
| Rok  | Dane dot. albumu                                                                                   | Najwyższa pozycja | Najwyższa pozycja | Sprzedaż                         |
| Rok  | Dane dot. albumu                                                                                   | KOR (Circle)      | JPN (Oricon)      | Sprzedaż                         |
| ---- | -------------------------------------------------------------------------------------------------- | ----------------- | ----------------- | -------------------------------- |
| 2023 | OMG - Wydany: 2 stycznia 2023 - Wytwórnia: ADOR - Format: CD, digital download, streaming          | 1                 | 2                 | - KOR: 1 641 907+ - JPN: 35 418+ |
| 2024 | How Sweet - Wydany: 24 maja 2024 - Wytwórnia: ADOR - Format: CD, digital download, streaming       | 1                 | 6                 | - KOR: 1 264 309+ - JPN: 38 675+ |
| 2024 | Supernatural - Wydany: 21 czerwca 2024 - Wytwórnia: ADOR - Format: CD, digital download, streaming | 1                 | 4                 | - KOR: 1 334 049+ - JPN: 58 594+ |

Single cyfrowe
| Rok                                                       | Tytuł           | Najwyższa pozycja | Najwyższa pozycja | Najwyższa pozycja | Najwyższa pozycja | Najwyższa pozycja | Najwyższa pozycja | Najwyższa pozycja | Najwyższa pozycja | Najwyższa pozycja | Najwyższa pozycja | Najwyższa pozycja | Album        |
| Rok                                                       | Tytuł           | KOR               | KOR               | AUS               | CAN               | JAP Hot           | NZ                | SGP               | UK                | VIE               | WW                | US                | Album        |
| Rok                                                       | Tytuł           | Circle            | Songs             | AUS               | CAN               | JAP Hot           | NZ                | SGP               | UK                | VIE               | WW                | US                | Album        |
| Koreańskie                                                | Koreańskie      | Koreańskie        | Koreańskie        | Koreańskie        | Koreańskie        | Koreańskie        | Koreańskie        | Koreańskie        | Koreańskie        | Koreańskie        | Koreańskie        | Koreańskie        | Koreańskie   |
| --------------------------------------------------------- | --------------- | ----------------- | ----------------- | ----------------- | ----------------- | ----------------- | ----------------- | ----------------- | ----------------- | ----------------- | ----------------- | ----------------- | ------------ |
| 2022                                                      | „Attention”     | 1                 | 1                 | –                 | –                 | –                 | –                 | 7                 | –                 | 8                 | 54                | –                 | New Jeans    |
| 2022                                                      | „Hype Boy”      | 2                 | 1                 | –                 | 95                | 41                | –                 | 6                 | –                 | 9                 | 52                | –                 | New Jeans    |
| 2022                                                      | „Cookie”        | 9                 | 6                 | –                 | –                 | –                 | –                 | –                 | –                 | 21                | –                 | –                 | New Jeans    |
| 2022                                                      | „Ditto”         | 1                 | 1                 | 54                | 43                | 9                 | –                 | 1                 | 95                | 1                 | 8                 | 82                | OMG          |
| 2023                                                      | „OMG”           | 2                 | 1                 | 43                | 35                | 7                 | 31                | 1                 | –                 | 1                 | 10                | 74                | OMG          |
| 2023                                                      | „Super Shy”     | 1                 | 1                 | 14                | 26                | 10                | 16                | 1                 | 52                | 2                 | 2                 | 48                | Get Up       |
| 2023                                                      | „Cool with You” | 14                | 13                | 40                | 57                | 43                | –                 | –                 | –                 | 7                 | 22                | 93                | Get Up       |
| 2023                                                      | „ETA”           | 2                 | 2                 | 34                | 48                | 11                | 36                | –                 | –                 | 11                | 12                | 81                | Get Up       |
| 2024                                                      | „How Sweet”     | 2                 | 2                 | 87                | 67                | 14                | –                 | –                 | –                 | –                 | 15                | –                 | How Sweet    |
| Japońskie                                                 |                 |                   |                   |                   |                   |                   |                   |                   |                   |                   |                   |                   |              |
| 2024                                                      | „Supernatural”  | 7                 | 3                 | –                 | 100               | 7                 | –                 | –                 | –                 | –                 | 25                | –                 | Supernatural |
| „–” oznacza, że singiel nie był notowany na danej liście. |                 |                   |                   |                   |                   |                   |                   |                   |                   |                   |                   |                   |              |

#### Single promocyjne
| Rok                                                       | Tytuł                                                         | Najwyższa pozycja | Najwyższa pozycja | Najwyższa pozycja | Najwyższa pozycja | Najwyższa pozycja | Najwyższa pozycja | Najwyższa pozycja | Album                 |
| Rok                                                       | Tytuł                                                         | KOR               | KOR               | CAN               | JAP Hot           | NZ Hot            | US Bub.           | WW                | Album                 |
| Rok                                                       | Tytuł                                                         | Circle            | Songs             | CAN               | JAP Hot           | NZ Hot            | US Bub.           | WW                | Album                 |
| --------------------------------------------------------- | ------------------------------------------------------------- | ----------------- | ----------------- | ----------------- | ----------------- | ----------------- | ----------------- | ----------------- | --------------------- |
| 2023                                                      | „Zero"                                                        | 12                | 11                | –                 | 58                | 29                | –                 | –                 | –                     |
| 2023                                                      | „Be Who You Are (Real Magic)” (z Jon Batiste, J.I.D i Camilo) | –                 | –                 | –                 | –                 | –                 | –                 | –                 | –                     |
| 2023                                                      | „Beautiful Restriction" (아름다운 구속)                       | 151               | –                 | –                 | –                 | –                 | –                 | –                 | A Time Called You OST |
| 2023                                                      | „Gods"                                                        | 101               | –                 | 74                | –                 | 11                | 19                | 75                | –                     |
| 2023                                                      | „Our Night Is More Beautiful Than Your Day"                   | 183               | –                 | –                 | –                 | –                 | –                 | –                 | My Demon OST          |
| „–” oznacza, że singiel nie był notowany na danej liście. |                                                               |                   |                   |                   |                   |                   |                   |                   |                       |

#### Pozostałe utwory notowane
| Rok                                                       | Tytuł        | Najwyższa pozycja | Najwyższa pozycja | Najwyższa pozycja | Najwyższa pozycja | Najwyższa pozycja | Najwyższa pozycja | Najwyższa pozycja | Album        |
| Rok                                                       | Tytuł        | KOR               | KOR               | CAN               | JAP Hot           | VIE               | WW                | US Bub.           | Album        |
| Rok                                                       | Tytuł        | Circle            | Songs             | CAN               | JAP Hot           | VIE               | WW                | US Bub.           | Album        |
| --------------------------------------------------------- | ------------ | ----------------- | ----------------- | ----------------- | ----------------- | ----------------- | ----------------- | ----------------- | ------------ |
| 2022                                                      | „Hurt"       | 85                | 17                | –                 | –                 | 53                | –                 | –                 | New Jeans    |
| 2023                                                      | „New Jeans"  | 8                 | 2                 | 62                | 46                | 14                | 25                | 5                 | Get Up       |
| 2023                                                      | „Get Up"     | 33                | –                 | 79                | –                 | 21                | 57                | 22                | Get Up       |
| 2023                                                      | „ASAP"       | 20                | 25                | 70                | 79                | 13                | 33                | 16                | Get Up       |
| 2024                                                      | „Bubble Gum" | 3                 | 3                 | –                 | 40                | –                 | 30                | –                 | How Sweet    |
| 2024                                                      | „Right Now"  | 25                | 15                | –                 | 47                | –                 | 81                | –                 | Supernatural |
| „–” oznacza, że singiel nie był notowany na danej liście. |              |                   |                   |                   |                   |                   |                   |                   |              |

## Filmografia
| Rok  | Tytuł                   | Źr.     |
| ---- | ----------------------- | ------- |
| 2022 | New Jeans Code in Busan | [ 144 ] |

## Wideografia

### Teledyski
| Rok  | Tytuł                                      | Reżyser      | Źr.     |
| ---- | ------------------------------------------ | ------------ | ------- |
| 2022 | „Attention”                                | Heewon Shin  | [ 145 ] |
| 2022 | „Hype Boy" (Intro)                         | Dongle Shin  | [ 146 ] |
| 2022 | „Hype Boy" (Minji ver.)                    | Dongle Shin  | [ 147 ] |
| 2022 | „Hype Boy" (Hanni ver.)                    | Dongle Shin  | [ 148 ] |
| 2022 | „Hype Boy" (Danielle & Haerin ver.)        | Dongle Shin  | [ 149 ] |
| 2022 | „Hype Boy" (Hyein ver.)                    | Dongle Shin  | [ 150 ] |
| 2022 | „Hurt"                                     | Heewon Shin  | [ 151 ] |
| 2022 | „Cookie"                                   | Dongle Shin  | [ 152 ] |
| 2022 | „Ditto" (side A)                           | Wooseok Shin | [ 153 ] |
| 2022 | „Ditto" (side B)                           | Wooseok Shin | [ 154 ] |
| 2022 | „Hurt" (250 Remix)                         | Heewon Shin  | [ 155 ] |
| 2023 | „OMG"                                      | Wooseok Shin | [ 156 ] |
| 2023 | „Super Shy"                                | Heewon Shin  | [ 157 ] |
| 2023 | „Super Shy" (side A)                       | Wooseok Shin | [ 158 ] |
| 2023 | „Cool With You" & „Cool With You" (side B) | Wooseok Shin | [ 159 ] |
| 2023 | „ETA"                                      | Wooseok Shin | [ 160 ] |
| 2023 | „ASAP"                                     | Jakyoung Kim | [ 161 ] |